# Епископ
Епископ, епарх, или народно владика (грч. επίσκοπος — епископос — „старешина, надзорник, старатељ, чувар“, из епискептомаи — „посматрати, надзирати, посетити, чувати“), духовни је достојанственик у многим хришћанским црквама и има духовну и административну управу на једној одређеној територији која обухвата локалне општине које се у Православној цркви зову парохије. Административна јединица једног епископа зове се епископија (епархија, или владичанство). Старосрпска реч владика је имала значење властелинке и у споменицима 13.-15. века се не користи за црквена лица тога чина.

## Црква у почетку
70 ученика које је Исус Христос лично одабрао (Лука 10,1) били су први епископи цркве. Често су путовали и мењали места својих седиште због прогона од стране римских владара.
- Јаков, брат Христов, први Епископ Јерусалима, устоличен лично од Исуса Христа. Био је један од стубова Цркве (Гал 2,9). Васкрсли Христос се јавио Јакову (1 Кор 15,7) у Јерусалиму где је овај живео са браћом и Богородицом Маријом (Дап 1,14). Био је веома угледан у Јерусалиму, и када се Свети Петар избавио из тамнице, поручује да се то јави Јакову и браћи (Дап 12,17). Председавао је Апостолским Сабором. Због свог светог живота, назван је Праведни. Позната је његова Литургија која се служи једном годишње, на дан његовог спомена, 23. октобра.[3]
- Марко, јеванђелиста, син Марије, нећак Варнавин. Рођен у Јерусалиму. У кућу његове мајке Марије, ученици се склонише од прогона, након вазнесења Господа Исуса Христа. Био је пратилац Св. Петра и Св. Павла, и Варнаве. Постављен за Епископа Александрије од Св. Петра. Црква га прославља 25. априла.[4]
- Лука, Јеванђелиста, рођен у Антиохији, по занимању лекар, а бавио се и сликарством. Био је заједно са Клеопом на путу за Емаус када им се јавио васкрсли Христос (Лука 24,18). Написао је Јеванђеље (по заповести Св. Петра), 15 година после Христовог вазнесења, а упутио га је, као и Дела Апостолска (по заповести Св. Павла), честитом Теофилу. Био пратилац Св. Павла, а након Павлове смрти, одлази у Тебу у Македонији, где је био Епископ Солуна. Црква га прославља 18. октобра.[5]
- Клеопа, брат Јосифа Обручника. Видео је Христа након васкрсења (Лука 24,18) на путу за Емаус. Црква га прославља 27. априла.[6]
- Симеон, син Клеопин, постаде други Епископ Јерусалима након мученичке смрти Св. Јакова. Црква га прославља 27. априла.[7]
- Варнава, био је левит по имену Јосија, родом са Кипра. Продао је своје имање и донео новац пред Апостоле (Дап 4,36-37). У време боравка у Антиохији (Дап 11-12), заједно са Св. Павлом, изабран је од Духа Светога за остварење промисла Божјег о проповедању међу незнабошцима (Дап 13,2). Проповедао је на Кипру и у многим местима Мале Азије. Учествовао је на Апостолском Сабору у Јерусалиму. Био је Епископ Милана. Црква га прославља 11. јуна.[8]
- Исус Јуст, звани Варсава, прозвани Јуст, син Јосифа Обручника, којег Св. Павле спомиње у (Кол 4,11). Са Матијом је биран коцком уместо Јуде издајника, али није изабран. Био је Епископ Елевтеропоља. Црква га прославља 30. октобра.[9]
- Тадеј, који је по налогу Св. Томе, након Христовог вазнесења, отишао у Едесу Цару Авгару V, и излечио га од болести. Проповедао је реч Божју у Месопотамији и Сирији. Црква га прославља 21. августа.[10]
- Ананија, који је крстио Св. Павла (Дап 9,10-18). Био је први Епископ Дамаска. Црква га прославља 1. октобра.[11]
- Стефан, један од седам ђакона (Дап 6,5), првомученик. Пострадао од каменовања, од стране Јевреја (Дап 7, 59-60). Црква га прославља 27. децембра.[12]
- Филип, један од седам ђакона (Дап 6,5). Крстио је Симона (Дап 8,13) и ушкопљеника (Дап 8,38). Био је Епископ Тралије у Азији. Црква га прославља 11. октобра.[13][14]
- Прохор, један од седам ђакона (Дап 6,5). Био је ученик Св. Петра, и сапутник Св. Јована. Био је Епископ Никомидије у Витинији. Црква га прославља 28. јула.[15]
- Никанор, један од седам ђакона (Дап 6,5). Пострадао истог дана кад и архиђакон Стефан, након проповедања Светог Јеванђеља. Црква га прославља 28. јула и 28. децембра.[15]
- Тимон, један од седам ђакона (Дап 6,5). Био је Епископ Баткрије у Арабији. Црква га прославља 28. јула и 30. децембра.[15]
- Пармен, један од седам ђакона (Дап 6,5), умро пред Апостолима у време службе Божје. Црква га прославља 28. јуна.[16]
- Тимотеј, рођен у Листри у Ликаонији, од оца Грка и мајке Јеврејке. Био ученик и сапутник Св. Павла, који му посвети две посланице. После Павлове смрти, постао је ученик Св. Јована. По протеривању Св. Јована на острво Патмос, постаје Епископ Ефеса. Црква га прославља 22. јануара.[17]
- Тит, родом са Крита, ученик Св. Павла, ком је написана посланица (Тит 1,4). Био је Епископ Гортине на Криту. Црква га прославља 25. августа.[18]
- Филимон, ком Св. Павле написа посланицу (Флм 1,1). Био је Епископ Газе, и проповедао по целој Фригији. Црква га прославља 22. новембра и 19. фебруара.[19]
- Онисим, роб Филимонов, ког Св. Павле спомиње у (Кол 4,9). Помагао је Апостолима све до њихове смрти, а постао је Епископ Ефеса после Св. Тимотеја. Црква га прославља 15. фебруара.[20]
- Епафрас, ког Св. Павле спомиње у (Фил 1,7) и (Кол 4,12-13). Био је Епископ Колоса и Цркве Лаодикејске и Јеропоља у Малој Азији. Био је у Риму у заробљеништву са Св. Павлом. Црква га прославља 22. новембра и 19. фебруара.[21]
- Архип, ког Св. Павле спомиње у (Флм 1,2). Био је Епископ у Колосу у Фригији. Рукоположио је у чин Епископа Филимона. Црква га прославља 22. новембра и 19. фебруара.[22]
- Сила, проповедао Јеванђеље заједно са Св. Павлом (Дап 15,22). Био је Епископ Коринта. Црква га прославља 30. јула.[23]
- Силван (Силуан), који се спомиње у (1 Пет 5,12) и (2 Кор 1,19). Био је Епископ Солуна. Црква га прославља 30. јула.[23]
- Крискент, ког Св. Павле помиње у (2 Тим 4,10). Био је Епископ Галатије, после проповедао у Галији, рукоположио Захарију за Епископа Беча. Пострадао на повратку у Галатију. Црква га прославља 30. јула.[23]
- Крисп, ког Св. Павле спомиње у (1 Кор 1,14). Био је Епископ Халкидона у Галилеји. Црква га прославља 30. јула.[23]
- Епенет, ког Св. Павле спомиње у (Рим 16,5). Био је Епископ Картаге. Црква га прославља 30. јула.[23]
- Андроник, ког Св. Павле спомиње у (Рим 16,7). Био је Епископ Паноније, али није столовао само у једном месту, него је са Јунијом проповедао по целој Панонији. Црква га прославља 17. маја и 30. јула.[23]
- Стахије, ког Св. Павле спомиње у (Рим 16,9). Када је Св. Апостол Андреј дошао у Аргиропоље, устоличио га је као Епископа Византије. Црква га прославља 31. октобра.[24]
- Амплије, ког Св. Павле спомиње у (Рим 16,8). Био је Епископ Диоспоља. Црква га прославља 31. октобра.[24]
- Урбан (Урван), ког Св. Павле спомиње у (Рим 16,9). Био је Епископ Македоније. Црква га прославља 31. октобра.[24]
- Наркис, ког Св. Павле спомиње у (Рим 16,11). Био је Епископ Атине. Црква га прославља 31. октобра.[24]
- Апелије (АПОЛ), ког Св. Павле спомиње у (Рим 16,10) (1 Кор 1,12) (1 Кор 3) (1 Кор 4,6) (1 Кор 16,12). Био је Епископ Ираклиона у Тракији. Црква га прославља 31. октобра.[24]
- Аристовул, брат Варнавин, рођен на Кипру. Св. Павле га спомиње у (Рим 16,10). Био је Епископ Британије. Црква га прославља 31. октобра и 16. марта.[25]
- Иродион, ког Св. Павле спомиње у (Рим 16,11). Био је Епископ Неопатријски. Пострадао је у Риму заједно са Св. Петром и Павлом. Црква га прославља 8. априла и 10. новембра.[26]
- Агав, који се спомиње у Делима Апостолским (Дап 11,28; 21,10). Имао је дар прорицања. Пострадао у Јерусалиму, каменован од стране Јевреја. Црква га прославља 8. априла.[26]
- Руф, ког Св. Павле спомиње у (Рим 16,13). Био је Епископ Тиве Јеладске. Црква га прославља 8. априла.[26]
- Асинкрит, ког Св. Павле спомиње у (Рим 16,14). Био је Епископ Ирканије у Малој Азији. Црква га прославља 8. априла.[26]
- Флегонт, ког Св. Павле спомиње у (Рим 16,14). Био је Епископ Маратона у Тракији. Црква га прославља 8. априла.[26]
- Јерма (Хермес), ког Св. Павле спомиње у (Рим 16,14). Био је Епископ Филипопоља у Тракији. Црква га прославља 5. новембра и 31. маја.[27]
- Патров, ког Св. Павле спомиње у (Рим 16,14). Био је Епископ Неапоља. Црква га прославља 5. новембра.[28]
- Ермин, ког Св. Павле спомиње у (Рим 16,14). Био је Епископ Далмације. Црква га прославља 8. априла.[28]
- Линије, ког Св. Павле спомиње у (2 Тим 4,21). Био је Епископ Рима, после Светог Петра. Црква га прославља 5. новембра.[28]
- Гај, ког Св. Павле спомиње у (Рим 16,23). Био је Епископ Ефеса, после Тимотеја. Црква га прославља 5. новембра.[28]
- Филолог, ког Св. Павле спомиње у (Рим 16,15). Устоличен је као Епископ Синопа од стране Св. Андреја. Црква га прославља 5. новембра.[28]
- Лукије, ког Св. Павле спомиње у (Рим 16,21). Био је Епископ Лаодикије у Сирији. Црква га прославља 10. септембра.[29]
- Климент, ког Св. Павле спомиње у Посланици Филибљанима (Фил 4,3). Био је Епископ Сардике у Малој Азији. Црква га прославља 25. новембра.[29]
- Аполос, ког Св. Павле спомиње у (Дап 18,24-25). Био је Епископ Смирне, пре Св. Поликарпа. Црква га прославља 10. септембра и 8. децембра.[29]
- Јасон, рођак Св. Павла, рођен у Тарсу. Св. Павле га спомиње у (Рим 16,21). Био је Епископ Тарса. Црква га прославља 28. априла.[30]
- Сосипатер, рођак Св. Павла, рођен у Ахаји. Св. Павле га спомиње у (Рим 16,21). Био је Епископ Иконије. Црква га прославља 28. априла и 10. новембра.[30]
- Олимп, ког Св. Павле спомиње у (Рим 16,15). Пострадао је у Риму заједно са Св. Петром и Павлом. Црква га прославља 10. новембра.[31]
- Тертије, ког Св. Павле спомиње у (Рим 16,22). Био је други Епископ Иконије после Сосипатра. Црква га прославља 30. октобра и 10. новембра.[31]
- Ераст, ког Св. Павле спомиње у (Рим 16,23). Био је благајник Цркве у Јерусалиму, а после Епископ Панеаде. Црква га прославља 10. новембра.[31]
- Куарт, ког Св. Павле спомиње у (Рим 16,23). Био је Епископ Берита (Бејрута). Црква га прославља 10. новембра.[31]
- Евод, ког Св. Игњатије спомиње у Посланици Антиохљанима и изриче му велику похвалу. Био је ученик Св. Петра и наследник епископског престола Антиохије (57–68). Написао је дела: О Светој Породици, Светло која су уништена у време прогона хришћана. Пострадао је у Антиохији 7. септембра 68. године, у време боравка цара Веспасијана у том граду. Црква га прославља 7. септембра.[32]
- Онисифор, ког Св. Павле спомиње у (2 Тим 1,16; 4,19). Био је Епископ Кира у Сирији. Црква га прославља 7. септембра и 8. децембра.[32]
- Состен, ког Св. Павле спомиње у (1 Кор 1,1). Био је Епископ Колофона у Малој Азији. Црква га прославља 8. децембра.[33]
- Тихик, ког Св. Павле спомиње у (Ефе 6,21), (Кол 4,7), итд. Био је Епископ Колофона наследивши Состена. Црква га прославља 8. децембра.[33]
- Епафродит, ког Св. Павле спомиње у (Фил 2,25; 4,18). Био је Епископ Адријаније у Памфилији. Црква га прославља 8. децембра.[33]
- Карп, сарадник Св. Павла ког спомиње у (2 Тим 4,13). Живео у Троади, а после био Епископ Верије у Тракији. Проповедао је и на Криту, где је у свој дом примао и Дионосија Аеропагита, који о њему сведочи као о мудром и незлобном човеку. Црква га прославља 26. маја.[34]
- Кодрат, који је написао апологију у 126 АД. Био је Епископ Афиније и Магнезије. Црква га прославља 21. септембра.[35]
- Марко, звани Јован, ког Св. Лука спомиње у (Дап 12, 25; 15,37-39). Био је Епископ Феничког града Библоса. Црква га прославља 27. септембра.[36][37]
- Зина, адвокат, ког Св. Павле спомиње у Посланици Титу (Тит 3,13). Био је Епископ Лида. Црква га прославља 27. септембра.[37]
- Аристарх, родом из Солуна (Дап 20,4), ког Св. Павле спомиње у (Кол 4,10). Био је Епископ Апамеје у Сирији. Верни сарадник и сапатник Св. Павла (Дап 19,19),(Флм 1,24). Пратио га је на последњем путовању из Троаде у Јерусалим (Дап 20,4), а и на путу за Рим (Дап 27,2), где су заједно и пострадали. Црква га прославља 15. априла и 27. септембра.[37]
- Пуд, ког Св. Павле спомиње у (2 Тим 4,21). Имао је високи положај у римском Сенату. У своме дому примао је Апостоле и вернике, и претворио га је у цркву, у којој је богослужења држао и Св. Петар. Црква га прославља 15. априла.[38]
- Трофим, рођен у Едеси, који се спомиње у (Дап 20,4) и (2 Тим 4,20). Заједно са Св. Павлом, Аристархом и Пудом прошао мучеништво. На крају су сви погубљени у Риму у време Императора Нера. Црква га прославља 15. априла.[38]
- Марко, ког Св. Павле спомиње у (Кол 4,10), нећак Варнавин, био је Епископ Аполоније. Црква га прославља 30. октобра.[38]
- Артема, ког Св. Павле спомиње у Посланици Титу (Тит 3,12). Био је Епископ Листре у Ликаонији. Црква га прославља 30. октобра.[39]
- Акила, имућни Јеврејин из Понта. Из Рима долази у Коринт, и код њега је Св. Павле провео много дана (Дап 18,18). Заједно са женом Прискилом, пратио је Св. Павла у Ефес (Дап 18,24-26) (1 Кор 16,19). После је био Епископ Ираклиона. Црква га прославља 14. јула.[40]
- Фортунат, ког Св. Павле спомиње у (1 Кор 16,17). Веома ревносно проповедао Св. Јеванђеље. Црква га прославља 4. јануара.[41]
- Ахајик (Ахаик), ког Св. Павле спомиње у (1 Кор 16,17) заједно са Фортунатом као оног који му је помогао да му се смири дух. Црква га прославља 4. јануара.[42]
- Кифа, ког Св. Павле спомиње у (1 Кор 1,12) и (1 Кор 15,5). Био је Епископ Иконије. Црква га прославља 8. децембра.[33]
- Кесар, био је Епископ Дирахије у Грчкој. Црква га прославља 8. децембра.[33]
- Дионисије Аеропагит, судија у Аеропагу, поставши хришћанин након проповеди Св. Павла (Дап 17), после постао Епископ Атине. Црква га прославља 3. октобра.[43]
- Симеон Нигер, који се спомиње у (Дап 13,1), један од учитеља цркве у Антиохији. Црква га прославља 27. априла.
- Никола, један од седам ђакона (Дап 6,5). После је био Епископ Самарије. Одступио од Православне вере застранивши у Симонову јерес (2 Тим 1,15).
- Фигел, био је Епископ Ефеса. После је застранио у Симонову јерес (2 Тим 1,15).
- Ермоген, био је Епископ Мегара у Тракији. После је застранио у Симонову јерес (2 Тим 1,15).
- Димас, ког Св. Павла спомиње у (2 Тим 4,10). Супротставио се учењу о Богу, као и Фигел и Ермоген. У Солуну је служио паганским идолима.

## Православна црква
Православна црква има ближи став као рана црква. По њеном учењу православни епископи стоје у апостолској сукцесији (апостолско прејемство), тј. апостолском наследству.
У Православној цркви епископ је служитељ највишег степена црквене јерархије, изабран и послан кроз хиротонију да врши улогу првосвештеника евхаристијског сабрања, учитеља Јеванђеља и координатора служења и харизми у помесној Цркви (епархији).
Обележја и симболи епископа:
Епископ на световним свечаностима одевен је у: црну мантију, има камилавку на глави, има епископски штап, око врата му је панагија. На литургији одевен је у: омофор, сакос, затим окачен набедреник, на глави му се уместо камилавке налази митра и у руци држи жезал.

## Римокатоличка црква
Бискуп (епископ) је представник бискупије. По учењу римокатоличке цркве бискупи су наследници апостола. Они сами имају право да рукоположе свештенике и уведу друге бискупе. Римокатоличка јурисдикција разликује три врсте бискупа:
- бискупи као поглавари бискупије,
- заређени (викарни) бискупи — помажу бискупима у пословима вођења бискупије,
- бискупи Римске курије или бискупи у дипломатској служби Ватикана — нунцији.

Као надбискуп (митрополит) се означава онај бискуп, чија се бискупија као прва са другим бискупијама повезује чинећи једно црквено подручје. Бискупа именује, рашчињује и премешта једино папа, пред којим су бискупи одговорни. Сваки бискуп мора прво да буде ђакон и затим свештеник (једини изузетак: за папу може да буде изабран сваки мушки, неожењени римокатолички хришћанин, који је вољан и способан да буде изабран за римског епископа. Уколико није епископ или уопште свештено лице, онда се он у конклави бира за римског епископа и тиме постаје папа. Међутим, од времена Урбана VI 1378. године сваки папа потиче из сабора кардинала).
Обележја и симболи бискупа:
У свечаним приликама, изван литургијске службе, бискуп је обучен у црну мантију, чије су рубови и поруби љубичасте боје. Љубичасти је и појас (zingulum) и бискупска капица (pileolus) на глави. Појас означава уздржљивости и носи се преко мантије (итал. sottana — значи „доње рубље“, али је назив преузет за мантије свештенства). Ознака његове части и светости су бискупски прстен и крст око врата (pectorale). Током мисе, носе се још бискупски штап и бискупска митра.
Црквени функционери и називи Римокатоличке Цркве:
- папа
- кардинал
- свештеник
- ђакон
- Бископски синод

## Англиканска Црква
Англиканска Црква такође поседује епископску јерархију коју чине примас, архиепископ и епископ. Примас Цркве од Енглеске (Church of England) се сматра почасним поглаварем, али нема компетенције према осталим Црквама. Англиканска Црква се позива на апостолску сукцесију (у Православној и Римокатоличкој Цркви она је спорна). Дијецеза је управа унутар Англиканске Цркве. Највиши гремиум је синода, сабор епископа свих Англиканских Црква. Англикански епископи су често ожењени, у појединим Црквама може и женско лице да буде епископ. Избор за епископа врши се по статутима дотичне Цркве, обично кроз гремиум сачињен од свештеника и лаика.